# Rémi Hess
Pour l’article homonyme, voir Hess.
Remi Hess, né le 25 février 1947 à Reims, est un écrivain et sociologue français.

## Biographie
Après des études à Reims, il étudie la sociologie à Nanterre en 1967-1968 où il rencontre Henri Lefebvre avec qui il travaillera jusqu'à la mort de ce dernier en 1991, avant de devenir son éditeur. Il travaille aussi avec René Lourau et Georges Lapassade. Il devient enseignant à Vincennes en 1973, parallèlement à une carrière de professeur de lycée (1971-1983) et d'école normale (1983-86). Il participe à la création de l'IUFM de Reims (1990-1994), puis est nommé à plein temps à l'université Paris-VIII en 1994. Dans cette université, il a fait soutenir 80 thèses de doctorats. Quarante de ses anciens étudiants sont devenus professeurs d'université dans quinze pays sur quatre continents.
Il devient éditeur en 1988. Il crée des collections chez Méridiens Klincksieck, Armand Colin, Anthropos, Téraède… Au total, il a publié 350 auteurs. Il est également le créateur et l'un des principaux animateurs des Presses Universitaires de Sainte-Gemme. Auteur de quatre-vingt ouvrages, son travail est traduit en douze langues.
Professeur en sciences de l'éducation à l'université Paris-VIII, spécialiste de l'analyse institutionnelle, de la danse de couple, de la pratique du journal de recherche et de l'ethnographie de l'éducation.
Responsable des archives familiales, il travaille à l'édition des lettres de Paul Hess (1871-1958) et de sa famille, auteurs d'un millier de lettres échangées entre 1914 et 1919. Il prépare aussi l'édition du journal de sa mère, écrit entre 1925 et 1995.
Il a commencé à écrire un journal en 1964. En 2016, son armoire à journaux compte plus de 200 volumes dont une quarantaine ont déjà été publiés. Plus d'une centaine sont numérisés et à la disposition de ses lecteurs potentiels.
Depuis 2016, professeur émérite à l'université de Paris 8.
Il a rénové une ferme champenoise à Sainte Gemme où une bibliothèque de 12000 volumes accueille les archives des institutionnalistes (R. Fonvieille, G. Lapassade... dont R. Hess est le légataire des œuvres). C'est un lieu qui accueille en résidence des chercheurs institutionnalistes.

## Œuvres
- Les Maoïstes français : une dérive institutionnelle, Paris : Éditions Anthropos, 1974 (ASIN B0000DO1JZ)
- La Pédagogie institutionnelle aujourd'hui, Paris : J.P. Delarge, 1975 ; trad. espagnole.
- La Socianalyse, Paris : Éditions universitaires, 1975 (ASIN B0000DOPXC)
- Centre et périphérie introduction à l'analyse institutionnelle, Toulouse : Privat, 1978  (ISBN 2-7089-3506-2)
- La Sociologie d'intervention, Paris : Presses universitaires de France, 1981  (ISBN 2-13-036738-0) ; trad. portugaise.
- L'analyse institutionnelle, Paris : Presses universitaires de France, 1981, "Que sais-je ?" n°1968 (en coll. avec Michel Authier).
- Le Temps des médiateurs : le socianalyste dans le travail social, Paris : Éditions Anthropos, 1981  (ISBN 2-7157-1042-9)
- Henri Lefebvre et l'aventure du siècle, Paris : A.M. Métailié, 1988
- La Valse : révolution du couple en Europe, Paris : Éd. A. M. Métailié, 1989 ; trad. all.,chinoise, ital.
- L'analyse institutionnelle, Paris : Presses universitaires de France, 1981, "Que sais-je ?" n°1968 (en coll. avec Antoine Savoye) ; trad. ital., Pensa, 2011.
- 25 livres clés de la philosophie, Alleur (Belgique) : Marabout ; [Paris] : [diff. Hachette], 1995
- Chemin faisant : roman institutionnel d'un ethnosociologue de l'éducation, Vauchrétien : Ivan Davy, 1996
- Le Tango, Paris : Presses universitaires de France, 1996, 2° éd. "Que sais-je ?", 1999 ; trad. ital, jap., turque.
- Des sciences de l'éducation, Paris : Economica-[Anthropos], 1997 ; trad. arabe.
- La pratique du journal : l'enquête au quotidien, Paris, 2° éd. Téraèdre, 2010 ; trad. all., ital., portugaise.
- Le moment de la création : échange de lettres, 1999-2000 / Remi Hess, Hubert de Luze, Paris : Anthropos : diff. Économica, 2001
- Produire son œuvre : le moment de la thèse, Paris : Téraèdre, 2003 ; trad. angl., ital., portugaise.
- La valse : un romantisme révolutionnaire, Paris : Éd. Métailé, 2003 ; trad. espagnole.
- Voyage à Rio : sur les traces de René Lourau, Paris : Téraèdre, 2003
- Gérard Althabe, une biographie entre ailleurs et ici, 2005.
- L'observation participante dans les situations interculturelles, en collaboration avec Gabriele Weigand, Paris, Anthropos, 2006, trad. all. Campus, 2007.
- La relation pédagogique, en collaboration avec Gabriele Weigand, Paris, Armnd Colin, 1994 ; 2° éd. augmenée, Paris, Anthropos, 2007, 300 p.
- Gabriele Weigand, La passion pédagogique, histoire de vie recueillie et présenté par R. Hess, Paris, Anthropos, 2007, XXXVI + 191 pages.
- Henri Lefebvre et la pensée du possible : Théorie des moments et construction de la personne, Gabriele Weigand (Préface), Éditeur : Economica (15 avril 2009), Collection : Anthropos,  (ISBN 978-2717857047).
- Henri Lefebvre, vie, œuvre, concepts, Paris, Ellipses, 2009, en collaboration avec Sandrine Deulceux.
- Le Play, un militant de la réforme sociale, Sainte Gemme, PUSG, 2012 (en coll. avec G. Weigand, M. Herzhoff, Camille Rabineau) ; trad. allemande 2016.
- Le moment interculturel dans la biographie, en coll. avec A. Mutuale et G. Weigand, Paris, Téraède, 2013 ; trad. all Campus, 2013.

Journaux édités de R. Hess :
- Le lycée au jour le jour, ethnographie d'un établissement d'éducation, Paris, Méridiens Klincksieck, coll. "Analyse institutionnelle", 1989 ; trad. ital. : Pensa, 2011, 244 p.
- Le moment tango, Paris, Anthropos, diff. Economica, 1997, 300 p.
- Les tangomaniaques, Paris, Anthropos, diff. Economica, 1998, 320 p.
- Pédagogues sans frontière, écrire l’intérité, Paris, Anthropos, diff. Economica, 1998 ; trad. all. Campus 1999.
- Voyage à Rio, sur les traces de René Lourau, Paris, Téraède, 2003.
- Le journal des idées, Sainte Gemme, Presses universitaires de Sainte Gemme, 2005.
- Les Etats-Unis, Sainte Gemme, Presses universitaires de Sainte Gemme, 2006.
- Cara Italia, Sainte Gemme, Presses universitaires de Sainte Gemme, 2007.
- Voyage à Buenos Aires, Sainte Gemme, Presses universitaires de Sainte Gemme, 2007.
- L’accompagnement d’une mère en fin de vie (en coll. avec Odile, Geneviève, Benoît Hess), Paris, Téraède, 2010, 155 p.
- Après René Lourau, refonder l'analyse institutionnelle ? Journal (2000-2003), Sainte Gemme, PUSG, 2012.
- Les jambes lourdes, D’ici à là, journal 2004-2005, Sainte Gemme, Presses universitaires de Sainte Gemme, 2012.
- Les formes de l’intégrité, Sainte Gemme, Presses universitaires de Sainte Gemme, 2012.
- Journal de l’aliénation, Sainte Gemme, Presses universitaires de Sainte Gemme, 2012.
- Journal du jardin, précédé de « Le moment du jardin », par C. Rabineau, Sainte Gemme, Presses universitaires de Sainte Gemme, 2012.
- La mort d’un chat, journal de réminiscence, Sainte Gemme, Presses universitaires de Sainte Gemme, 2012.
- Recherches franco-germaniques, Sainte Gemme, Presses universitaires de Sainte Gemme,
  - Tome I : Études germaniques (2012)
  - Tome II : Mon Allemagne à moi (2012)
  - Tome III : L’amie critique, journal d’une intérité pédagogique et philosophique (2012)
  - Tome IV : Les surdoués (2012)
- Tango de printemps, Sainte Gemme, Presses universitaires de Sainte Gemme, 2012.
- Danse, culture et éducation, Sainte Gemme, Presses universitaires de Sainte Gemme, 2012.
- Le journal pédagogique 2005-2006, texte établi, annoté et présenté par Sandrine Deulceux, Sainte Gemme, PUSG, 2012.
- Suis-je un bourgeois ? Sainte Gemme, Presses universitaires de Sainte Gemme, 2013.
- Journal de mes dissociations, postface de G. Weigand, Sainte Gemme, Presses universitaires de Sainte Gemme, 2013.
- Louise, mon art d’être grand père, Sainte Gemme, PUSG, 2012 ; trad. italienne, PUSG, 2013.
- Journal pédagogique (2007-2008), PUSG, 2013
- Corps en mouvement, Sainte Gemme, Presses universitaires de Sainte Gemme, 2013.
- S’habiter, Sainte Gemme, PUSG, 2015.
- Journal pédagogique (2009-2013), 2 volumes.

Ouvrages sur l’œuvre de Remi Hess
Recherche
- L’histoire de la danse, parent pauvre de la recherche, par Jean-Michel et Yvon Guilcher, conservatoire occitan, 1994, 93 p.
- Quelle éducation pour l’homme total ? Remi Hess et la théorie des moments, sous la direction de Mohamed Daoud et Gabriele Weigand, Dar El-Houda, Ain M’lila, Algérie, 2007, 428 p. Avec des contributions de : Lucette Colin, Mohamed Daoud, Gabriele Weigand, Augustin Mutuale, Nour Din El Hammoutti, Kareen Illiade, Christoph Wulf, Anne-Marie Drouin-Hans, Ahmed Ibrahim, Sandra Santos Cabral Baron, Ana Maria Araujo, René Lourau, Benyounès Bellagnech, Georges Lapassade, Zheng Hui Hui, Benoît Hess, Lorenzo Giaparizze, Liz Claire, Jean-Luc Richelle, Johan Tilmant, Odile Hess, Clarisse Faria-Fortecoëf, Opapé Onanga, Salvatore Panu, Christine Delory-Momberger, Geneviève Hess, Jenny Gabriel, Valentin Schaepelynck, Barbara Michel.
- Benyounès Bellagnech, Dialectique et pédagogie du possible, Métanalyse, deux volumes : 1).- L'entrée dans la recherche par la biographie, 310 p ; 2).- Expérience instituante de la pédagogie du possible à Paris 8 : l'articulation entre la théorie et la pratique, 526 p.; Presses universitaires de Sainte Gemme, 2008.
- Per une teoria dei momenti in Remi Hess, Proposta antologica di testi hessiani, a cura di Pasquale Andriola, Lecce (Italie), Pensa, 2011.
- Le journal des moments, l’atelier de Remi Hess, ouvrage collectif coordonné par Augustin Mutuale, Sainte Gemme, Presses universitaires de Sainte Gemme, avec des contributions de Christine Astier, Julie Balateu, Loïc de Bellabre, Christine Caille, Liz Claire, Lucette Colin, Anne-Claire Cormery, Bertrand Crépeau, Mohamed Daoud, Christine Delory-Momberger, Sandrine Deulceux, Elhadji Diawara, Houcine Djebbi, Thierry Ducrot, Véronique Dupont, Raymond Fonvieille, Jenny Gabriel, El Gheribi Malek, Marie Gervais, Laurence Gourdon, Céline Guibert, Saâdia Hatif, Charlotte Hess, Odile Hess, Djaafar Ikdoumi, Kareen Illiade, Jean-Guy Lacroix, Asma Majoub, Katia Mendez, Hélène Mangeney, Danielle Manzo, Karolina Mrozik Demont, Didier Moreau, Augustin Mutuale, Anne Olivier, Luca Paltrinieri, Vassiliki Pandazi, Gwilherm Perrotte, Blanche Petersen, Jérémy Poulard, Camille Rabineau, Anne-Valérie Revel, Anna Royon, Ghania Sadat, Valentin Schaepelynck, Yann Strauss, Eléna Theodoropoulou, Gabriele Weigand, Armando Zambrano, Laurence Zigliara :
  - Volume I : Une éducation tout au long de la vie, (2012), 398 p.
  - Volume II : Recherches et Pédagogie (2012), 398 p.
- Gwilherm Perrotte, Théorie des moments et écritures impliquées, les possibles de l’éducation tout au long de la vie, Sainte Gemme, Presses universitaires de Sainte Gemme, 2013.
- L’aventure épistolaire en formation, Remi Hess et le commun d’un jardin relationnel, ouvrage collectif sous la direction de Christine Caille, Sainte Gemme, PUSG, 2014, 455 p. avec des contributions de Christine Astier, Julie Rota, Amélie Marreau, Wafa Dekhil Charni, Karine Sahler, Swan Bellelle, Opape Onanga, Andrea Verga, Emeline Truchot, Youssef Bennour, Gabriel Paillart, Deborah Martin-Gentès, Pascal Nicolas-Le Strat, Ghania Lassouani, Augustin Mutuale, Festus Owolabi, Zahra Fellahi, Odile Hess.

Pédagogie
- Augustin Mutuale, De la pédagogie institutionnelle au moment pédagogique, l’avenir de l’école avec Remi Hess et Gabriele Weigand, 2008, en ligne.
- Weigand, Gabriele, “Einleitung der Herausgeberin”, in R. Hess, Die praxis des Tagebuchs, Beobachtung- Dokumentation – Reflexion, Münster, 2009, pp. 7-32.
- Bertrand Crépeau, Resto, boulot, journaux, entrées dans la recherche d’un doctorant de sciences de l’éducation, Sainte Gemme, PUSG, 2012, 176 p.
- Roberto Sidney Macedo, Joaquim Gonçalves Barbosa, Sergio da Casta Borba, Pedagogia universitaria, a escola de Paris 8 em Ciencias da educaçao, Salvador (Brésil), EDUNEB, 2014, 168 p.
- Mohamed Daoud, L'écriture impliquée et la construction de la personne, le chantier de Remi Hess, Dar El-Houda, Ain M’lila, Algérie, 2017, 250 p.
- Katia Mendez, Transmettre, le moment de l’entretien avec Remi Hess, à paraître.
- Anne-Claire Cormery, Fidélité et infidélité dans une relation élève-maître, Remi Hess et Henri Lefebvre (en préparation).

### Œuvres parues en Italien
Antropologia della danza
- Il Valzer, Torino, Einaudi, 1993.
- Tango, Nardo, Besa, 2000, 4° éd. 2009.

Analisi istituzionale
- Corso di Analisi Istituzionale (con G. Weigand), Sensibili alle Foglie, 2008.
- Analisi istituzionale, temi, problemi, prospettive, (con Vito d’Armento, G. Lapassade, P. Ville et G. Weigand), Lecce, Pensa, 2008.
- L’analisi istituzionale (con Antoine Savoye), traduzione e cura di Leonardo A. Bianchi, Lecce, Pensa, 2011, 117 p.
- Pensare l’istituzione con G. Lapassade, traduzione : Maria Rita Prette, Sensibili alle Foglie, 2015, 96 p.
- Psicosocianalisi di un nodo di interità. Sulle tracce di Georges Lapassade e Pietro Fumarola, traduzione : Maria Rita Prette. Prefazione di Renato Curcio, Sensibili alle Foglie, 2018, 151 p.

Educazione
- La pratica del diario, Nardo, Besa, 2002.
- Prodursi nella Scrittura, Il momento della tesi, introduzione Christine Delory-Momberger, trad. e cura di Vito A. D’Armento, Nardo, Besa, 2004.
- Il liceo Giorno per Giorno, etnografia di un’istituzione educativa, traduzione e cura di Serena S. Spagnoletti, Lecce, Pensa, 2011
- Per una teoria dei momenti in Remi Hess, Proposta antologica di testi hessiani, a cura di Pasquale Andriola, Lecce, Pensa, 2011.
- Louise. L’arte di diventare nonno, traduzione di Maria Eleonora Sanna, prefazione di Camille Rabineau : Genesi di un libro, Sainte Gemme, PUSG, 2013